# Halichoeres margaritaceus
 Halichoeres margaritaceus és una espècie de peix de la família dels làbrids i de l'ordre dels perciformes.
Els mascles poden assolir els 12,5 cm de longitud total.
Es troba des de l'est de l'oceà Índic fins a les Tuamotu, el sud del Japó i Nova Gal·les del Sud (Austràlia). És substituït per Halichoeres nebulosus a l'Índic occidental.